# 入野村 (広島県)
入野村（にゅうのむら）は、広島県賀茂郡にあった村。おおむね現在の東広島市河内町入野にあたる。

## 地理
- 河川：入野川、大谷川[1]

## 歴史
- 1889年（明治22年）4月1日、町村制の施行により、豊田郡入野村が単独で村制施行し、入野村が発足[1][2]。
- 1956年（昭和31年）
  - 4月1日、所属郡が賀茂郡に変更[1][2]。
  - 9月30日、賀茂郡河内町に編入され廃止[1][2]。

## 産業
- 農業、養蚕、林産物[1]

## 交通

### 鉄道
- 1952年（昭和27年）日本国有鉄道山陽本線、入野駅を開設[1]。

## 教育
- 1886年（明治19年）入野尋常小学校開校（現東広島市立入野小学校）[1]。1893年（明治26年）高等科を併置[1]。
- 1910年（明治43年）田万里村・小谷村・入野三村組合立入野実業補習学校開校[1]。1922年（大正11年）入野村農業補習学校と改称[1]。

## 名所・旧跡・観光地
- 竹林寺[1]
- 鶴亀山の社叢（広島県指定天然記念物）[1]